# Sue Johanson
Sue Johanson (Toronto, Ontario, 16 de marzo de 1930-28 de junio de 2023) fue una escritora, oradora, enfermera, educadora sexual y presentadora de televisión canadiense.

## Biografía

### Primeros años
Nacida Susan Avis Powell Bell, en Toronto, provincia de Ontario, Canadá, hija de madre protestante descendiente de irlandeses Ethel Bell y de Wilfrid Powell, un condecorado héroe de guerra británico. Su tío abuelo fue Lord Baden-Powell. Su madre murió cuando Sue tenía 10 años. Frecuentó la escuela de enfermería St. Boniface Hospital, en Winnipeg, graduándose como enfermera. Poco después, contrajo matrimonio con un electricista sueco-canadiense llamado Ejnor Johanson, con el que tuvo tres hijos: Carol, Eric y Jane. La familia más tarde se mudó a North York, Ontario, donde Sue cuidaba a los niños y administraba la casa.
En 1972, Johanson abrió una clínica de control de natalidad en Don Mills CI, la primera de su género en Canadá. Ahí trabajó como coordinadora hasta 1986. Completó su educación en el Toronto Institute of Human Relations (un curso de postgrado en orientación psicopedagógica y comunicación), en la Universidad de Toronto (planificación familiar) y en la Universidad de Míchigan (sexualidad humana), graduándose como orientadora y educadora sexual.

## Carrera
La carrera de Johanson subió rápidamente a partir de su primera experiencia como profesora en una de las escuelas de North York. Luego, otros distritos de la región notaron su desempeño y empezaron a invitarle a presentar ponencias en escuelas y universidades a lo largo y ancho de todo el país. Su sentido de humor y sinceridad hicieron de ella una oradora muy popular en las universidades canadienses. Frecuentemente llenaba auditorios, no dejando lugar ni para los que querían asistir de pie.

### Programas de radio y televisión
Johanson adquirió popularidad como educadora sexual y psicoterapeuta en la radio de rock Q107. Inicialmente tuvo un programa de una hora en que se dedicaba a dar consejos sobre relación sexual, pero luego ese tiempo subió para dos horas. El programa se llamaba Sunday Night Sex Show y se transmitió por 14 años desde 1984 hasta 1998. En 1985 se convirtió en un talk show para la televisión comunitaria de Rogers Cable, preservando su mismo nombre. En 1996 se empezó a transmitir para todo el país en Women's Television Network (WTN), con gran audiencia.
Las primeras siete temporadas se transmitieron también para el público estadounidense a través de Oxygen Media en 2002. Los programas grabados eran muy populares, pero los asistentes del país vecino se perdían la oportunidad de llamar por teléfono al programa y hacer sus propias perguntas. La versión estadounidense de Sunday Night Sex Show, llamada Talk Sex with Sue Johanson ("hable sobre sexo con Sue Johanson"), producido especialmente para el público de los Estados Unidos, se empezó a transmitir en noviembre de 2002 en Oxygen Media.
Talk Sex with Sue Johanson fue un programa educativo transmitido todos los domingos por la noche. Estuvo dividido en diversos segmentos de acuerdo a los siguientes temas: vida sexual, amor y relacionamientos. Otros segmentos incluían llamadas por teléfono en directo por parte de los telespectadores, que tenían sus preguntas prontamente contestadas por Sue. Las discusiones incluían las más comunes preocupaciones acerca de excitación o erección, embarazo, métodos contraceptivos, infecciones y enfermedades. Johanson trataba también de temas tabúes como BDSM, posiciones sexuales, tendencias sexuales, sexo y edad y otros más. El programa incluía también un quiz sobre sexo, encuestas en las que los asistentes podían votar por internet y ver los resultados al final del programa; aparte eso, también ofrecía noticias e información importante sobre sexo antes y después de los anuncios comerciales.
El segmento "Hot Stuff Bag" se dedicaba a conocer un nuevo juguete sexual que había sido probado por uno o más miembros de la platea. Se mostraba el juguete y su uso se explicaba en detalle, así como se hablaba de sus pros y contras, lo que luego se puntuaba en una escala de 1-4.
El programa también incluía generalmente una reseña de algún libro sobre los temas tratados.
El formato educativo del programa se combinaba con el profundo conocimiento de Johanson sobre el tema y el gran sentido de humor de la presentadora hacían del programa un fenómeno popular entre personas de todas las edades. Aproximadamente 4,2 millones de estadounidenses veían el programa cada domingo. Luego el mismo se veía en Israel, Brasil y alrededor de 20 países europeos de 5 idiomas.
Johanson hizo dos apariciones especiales en el drama juvenil Degrassi Junior High como "doctora Sally", esencialmente una versión ficionalizada de ella misma. Repitió el papel una década después en un episodio de Degrassi: The Next Generation.
Se anunció el 7 de mayo de 2008 que el programa del 11 de mayo de 2008 sería el último, en lo que se expresaba una clara preferencia por la radio [citación requerida]. Johanson terminó el programa muy emocionada y se juntó a todo su equipo técnico para decir adiós.

## Libros
Sue Johanson es autora de tres libros: Talk Sex (ISBN 0-14-010377-5), Sex Is Perfectly Natural but Not Naturally Perfect (ISBN 0-670-83856-X) y Sex, Sex, and More Sex (ISBN 0-06-056666-3). Todos ellos tratan de temas sexuales de distintos puntos incluyendo respuestas detalladas sobre las más delicadas cuestiones comúnmente preguntadas sobre la vida sexual, consejos e información sobre salud.
Johanson es también autora de una columna semanal publicada en el apartado de salud del periódico Toronto Star.

## La marca de juguetes sexuales de Sue Johanson
Sus muchos años trabajando como orientadora sexual la ayudaron a convertirse también en una diseñadora de juguetes sexuales y en 2005 creó su propia colección de juguetes para fines sexuales hechos tanto para hombres como para mujeres. Johanson dio su propio nombre a una colección de estos juguetes manufacturados por California Exotic Novelties llamados Talk Sex Royal Line, que incluían los tradicionales vibradores G-spot y conejitos rampantes, estimulantes anales, bollitas Ben Wa, etc.

## Galardones
El trabajo educativo e informativo de Johanson sobre control de natalidad y salud sexual le rindió el que es el mayor galardón canadiense, la indicación a la Orden de Canadá, en 2001, por sus logros a lo largo de toda su vida, una decisión que levantó la cólera de los activistas de derecha. En 2010, Johanson fue galardonada con el Bonham Centre Award de Mark S. Bonham Centre for Sexual Diversity Studite, Universidad de Toronto, por sus contribuciones al avance y a la educación en los estudios acerca de la identidad sexual.